# Robert Pattinson
Robert Douglas Thomas Pattinson, angleški televizijski, gledališki in filmski igralec, fotomodel, producent ter glasbenik, * 13. maj 1986, London, Anglija, Združeno kraljestvo.
Robert Pattinson, ki je bil rojen in vzgojen v Londonu, je s kariero pričel kot amaterski igralec v gledališču. Zatem je deloval tudi kot fotomodel, a s tem poslom je po komaj štirih letih prenehal. Svoj preboj je doživel z vlogo Cedrica Diggorya v filmu Harry Potter in ognjeni kelih, posnetem po istoimenskem romanu J.K. Rowling. Kasneje je dobil vlogo Edwarda Cullena v filmski seriji Somrak, posneti po romanih iz istoimenske knjižne serije Stephenie Meyer, s katero je postal prepoznaven po svetu in za katero je prejel mnogo nagrad. Leta 2010 je veliko pozornosti pritegnil tudi s filmom Ne pozabi me, leta 2011 pa s filmom Voda za slone, posnetem po istoimenski knjižni uspešnici, kjer je ob Reese Witherspoon zaigral glavno vlogo. Edwarda Cullena bo upodobil tudi v še prihajajočih nadaljevanjih serije Somrak, filmih Jutranja zarja - 1. del (2011) in Jutranja zarja - 2. del (2012), poleg tega pa bo leta 2012 izdal tudi film Cosmopolis.
Roberta Pattinsona so večkrat označili za eno izmed največjih filmskih zvezd na svetu in enega izmed najbolje plačanih igralcev v Hollywoodu. Leta 2010 in se je Robert Pattinson uvrstil na lestvico revije Time, »100 najvplivnejših ljudi na svetu«. Istega leta ga je tudi revija Forbes imenovala za eno izmed najvplivnejših slavnih osebnosti.

## Zgodnje življenje
»Do dvanajstega leta sta me sestri preoblačili v deklico in me klicali 'Clauida'. Pri dvanajstih pa sem pričel obiskovati drugo šolo in takrat sem postal popularnejši, saj sem odkril gel za lase.«

Robert Pattinson o svojem odraščanju
Robert Douglas Thomas Pattinson se je rodil v Londonu, Anglija, Združeno kraljestvo. Njegova mama, Clare, dela v agenciji za fotomodele, njegov oče, Richard, pa iz Združenih držav Amerike uvaža avtomobile v Veliko Britanijo. Ima dve starejši sestri, Victorio, ki dela v oglaševanju in Lizzy Pattinson, ki je pevka banda Aurora. Robert Pattinson se je šolal na šolah Tower House in Harrodian.
Preko Barnes Theatre Companyja je postal član amaterskega teatra. Najprej je sodeloval v zaodrju, kasneje pa je prevzel tudi nekaj igralskih vlog. Kmalu zatem je dobil manjšo vlogo v filmu Guys and Dolls in odšel na avdicijo za igro Our Town Thorntona Wilderja, kjer je dobil vlogo Georgea Gibbsa. Zaigral je tudi v igrah Anything Goes in Macbeth. Preko svojega agenta je nato dobil vlogo v igri Tess of the d'Urbervilles, s čimer je pritegnil pozornost, in začel z iskanjem poklicnih igralskih vlog.

## Kariera

### Fotomodel
S kariero fotomodela je Robert Pattinson začel v starosti dvanajst let. S tem poslom je nadaljeval do srede najstniških let in nazadnje prenehal štiri leta po začetku kariere, torej pri šestnajstih letih, saj ni več dobil dela. Za to krivi svoj »možati« izgled. V decembru 2008 je to tudi pojasnil:
Ko sem pri dvanajstih letih začel s tem delom, sem bil kolikor toliko visok in izgledal sem kot dekle, zato sem dobil veliko del, ker je bil v tistem obdobju moj izgled dober. Potem pa sem postal preveč fantovski in nisem več dobil del. Imel sem najbolj neuspešno kariero fotomodela!
Robert Pattinson se je pojavil na kampanji za Hackettovo jesensko zbirko leta 2007. S tem je ponovno pričel z manekenstvom. Danes se s tem poslom ukvarja bolj zaradi komercialnosti, saj naj bi bil »znan obraz«.

### Igranje
Robert Pattinson je s svojo igralsko kariero začel v gledališču, najprej v zaodrju, kasneje pa še z raznimi igralskimi vlogami. Leta 2004 je imel manjšo vlogo v televizijskem filmu Ring of the Nibelungs ter vlogo v filmu Mire Nairja, Semenj ničevosti, vendar so bili prizori, v katerih se je pojavil, na koncu izbrisane in pokazal se je samo na DVD verziji. V maju 2005 so ga nameravali pokazati na britanski premieri The Woman Before v dvornem gledališču, vendar ga je na koncu nadomestil Tom Riley. Kasneje tistega leta je igral Cedrica Diggoryja v filmu Harry Potter in ognjeni kelih. Zaradi te vloge mu je revija The Times dodelila naslov »Britanske zvezde jutrišnjega dne«. Večkrat so ga označili za Judea Lawa, sam pa je dejal, da je njegov vzornik Jack Nicholson. S tem filmom je tudi zaslovel, kot pravi sam: »Dan pred premiero filma Harry Potter in ognjeni kelih sem samo sedel v Leicester Squareu in bil srečen, da me vsi ignorirajo, potem pa so kar naenkrat popolni tujci začeli vpiti moje ime. Neverjetno!«
Robert Pattinson je leta 2008 dobil vlogo Edwarda Cullena v filmu Somrak. Vloga je na začetku sicer pripadala igralcu Kellanu Lutzu (ki je kasneje upodobil Emmetta Cullena, Edwardovega brata), vendar je ta ni sprejel, saj je bil prezaposlen s snemanjem televizijske serije Generation Kill v Afriki. Film je temeljil na knjižni uspešnici pisateljice Stephenie Meyer in izšel 21. novembra 2008 v Severni Ameriki. Revija TV Guide je poročala, da je bil Robert Pattinson na začetku avdicije zaskrbljen in da ni pričakoval, da bo vlogo dobil, saj je menil, da ne more pričarati »popolnosti«, kakršno se pričakuje od njegovega lika. Vlogo Edwarda Cullena je obdržal tudi v filmu Mlada luna (2009), nadaljevanju Somraka, v vlogi Edwarda pa ga bomo ponovno lahko videli v tretjem filmu iz serije filmov Somrak, filmu Mrk, ki je izšel 30. junija leta 2010.
Robert Pattinson je zaigral glavni vlogi v filmih Little Ashes (kjer je igral Salvadorja Dalíja), How To Be (britanska komedija) ter kratkem filmu The Summer House.
Leta 2009 je Robert Pattinson prisostvoval na 81. podelitvi nagrad Academy Awards. 10. novembra tistega leta je Revolver Entertainment v obliki DVD-jev izdal dokumentarni film Robsessed, ki je govoril o življenju Roberta Pattinsona in njegovi popularnosti.
Leta 2010 je Robert Pattinson zaigral in produciral film Ne pozabi me, ki je izšel 12. marca 2010. 13. in 18. maja tistega leta se je pojavil v oddajah The Oprah Winfrey Show in The Ellen DeGeneres Show, kjer je promoviral film Mrk, ki so ga izdali 19. maja 2011. Pojavil se je na rdeči preprogi premiere filma Mrk 24. junija 2010 v Nokiinem teatru v Los Angelesu.
Leta 2011 je Robert Pattinson zaigral v filmski upodobitvi romana Sare Gruen, Voda za slone, kjer sta poleg njega zaigrala še Christoph Waltz in Reese Witherspoon.
Zaigral je Georgesa Duroyja v filmski upodobitvi upodobitvi romana Bel Ami iz leta 1885, kjer je zaigral poleg Ume Thurman. Film je izšel leta 2011. Poleg tega je tistega leta pričel igrati tudi v gledaliških igrah Davida Pugha.

### Glasba
Robert Pattinson zna igrati na kitaro in klavir ter sklada svojo lastno glasbo. Zapel je tudi dve pesmi iz soundtracka za film Somrak: »Never Think«, ki jo je napisal b sodelovanju s Samom Bradleyjem in »Let Me Sign«, ki sta jo zanj napisala Marcus Foster in Bobby Long. Pesmi so bile v film vključene kasneje, ko je režiserka Catherine Hardwicke njegove posnetke dodala vanj, ne da bi mu to povedal, vendar se je kasneje strinjal, da je »ena izmed njiju zares izboljšala sceno. Bilo je, kot da je bila narejena za tisti prizor.« Posnel je tudi tri soundtracke za film How To Be, vse tri pa je napisal Joe Hastings.
Robert Pattinson je o snemanju povedal: »Nikoli še nisem zares posnel kakšne glasbe - samo nastopal sem pred publiko in podobno.« Ko so ga vprašali o poklicni glasbeni karieri je rekel: »Glasba je moj rezervni načrt, če mi v igralstvu ne bo uspelo.« Leta 2008 je nastopal tudi z glasbeno skupino imenovano Bad Girls. Leta 2010 je Robert Pattinson dobil nagrado »Hollywoodski najvplivnejši nepričakujoči glasbeniki.«

## Mediji in dobrodelna dela
Robert Pattinson je bil imenovan za »najlepšega moškega na svetu« v letih 2008 ,2009 in 2018 po reviji People. Leta 2009 in 2017 mu je ta naslov dodelila tudi revija Glamour. Spletna stran Askmen.com ga je imenovala za devetinštiridesetega najvplivnejšega moškega leta 2009. Istega leta ga je revija Vanity Fair imenovala za »najprivlačnejšega moškega na svetu« ob Angelini Jolie, ki je prejela naziv »najlepše ženske na svetu«. Revija GQ ga je imenovala za »najbolje oblečnega moškega« v Združenem kraljestvu leta 2010, saj naj bi bil »izjemno eleganten in navdihujoč, resnično bistvo sodobnega človeka.« Kasneje se je leta 2010 uvrstil še na lestvico revije People, imenovano »Najlepši ljudje na svetu.«
S strani revije Vanity Fair je bil uvrščen na lestvico »najboljši Hollywoodski zaslužki leta 2009«, saj je tistega leta zaslužil 18 milijonov dolarjev. Robert Pattinson se je uvrstil na deseto mesto lestvice revije The Telegraph, imenovane »10 najbolje plačanih igralcev,« saj je s filmi iz serije Somrak zaslužil 16 milijonov dolarjev. Leta 2010 ga je britanska revija The Sunday Times uvrstila na svoj seznam »bogatih ljudi« in ga imenovala za enega izmed najbolj bogatih ljudi v Veliki Britaniji, ki ima v lasti 13 milijonov £. Revija Time ga je uvrstila na svojo lestvico »100 najvplivnejših ljudi na svetu.« Po njegovi uspešnoci je dobil tudi svojo voščeno lutko v muzeju Madame Tussauds v Londonu in New Yorkju.
Decembra leta 2009 je Robert Pattinson svojo podpisano kitaro daroval v dobrodelne namene. Robert Pattinson je tudi sodeloval pri projektu Hope for Haiti Now: A Global Benefit for Earthquake Relief v januarju leta 2010. Maja 2010 je Robert Pattinson v dobrodelne namene organizaciji PACT daroval sliko, ki je bila na dražbi na eBayju do 5. junija tistega leta. V juniju 2010 je bil Robert Pattinson z več kot 17 milijoni $ imenovan za petdeseto najvplivnejšo osebo na svetu po podatkih lestvice revije Forbes.
14. novembra 2010 je Robert Pattinson dobil dve nagradi BBC Radio 1 Teen Awards, nagrado za »najboljšega igralca« in nagrado za »najbolje oblečenega moškega«.
Leta 2011 je Robert Pattinson zasedel petnajsto mesto seznama »hollywoodskih najboljših 40« revije Vanity Fair z 27,5 milijonov zasluženih $ leta 2010.

## Zasebno življenje
Robert Pattinson si je v prostem času zelo blizu s sodelavcema iz filma Harry Potter in ognjeni kelih, Katie Leung in Stanislavom Ianevskijem, dober priajtelj pa je tudi z igralsko ekipo iz filmske serije Somrak.
Je velik ljubitelj nogometnega kluba Arsenal Football Club, sicer pa sam ni »športni tip«. Pravi, da rad igra pikado in plava, da pa se je na avdiciji za film Harry Potter in ognjeni kelih pretvarjal, da mu je všeč nogomet in bordanje na snegu.
Njegov vzornik je Jack Nicholson.

## Filmografija
| Leto | Naslov                        | Vloga           | Opombe                    |
| ---- | ----------------------------- | --------------- | ------------------------- |
| 2004 | Semenj ničevosti              | Rawdy Crawley   | Opažen samo na DVD izdaji |
| 2004 | Ring of the Nibelungs         | Giselher        | Televizijski film         |
| 2005 | Harry Potter in ognjeni kelih | Cedric Diggory  |                           |
| 2006 | The Haunted Airman            | Toby Jugg       | Televizijski film         |
| 2007 | The Bad Mother's Handbook     | Daniel Gale     | Televzijski film          |
| 2007 | Harry Potter in Feniksov red  | Cedric Diggory  | Cameo                     |
| 2008 | How To Be                     | Art             |                           |
| 2008 | Somrak                        | Edward Cullen   |                           |
| 2009 | Little Ashes                  | Salvador Dalí   |                           |
| 2009 | Mlada luna                    | Edward Cullen   |                           |
| 2010 | Ne pozabi me                  | Tyler Roth      | Producent                 |
| 2010 | Mrk                           | Edward Cullen   |                           |
| 2011 | Bel Ami                       | Georges Duroy   |                           |
| 2011 | Voda za slone                 | Jacob Jankowski |                           |
| 2011 | Jutranja zarja - 1. del       | Edward Cullen   | Post-produkcija           |
| 2012 | Jutranja zarja - 2. del       | Edward Cullen   | Post-produkcija           |
| 2012 | Cosmopolis                    | Eric Packer     | Post-produkcija           |

## Nagrade in nominacije
| Leto | Nagrada                                    | Kategorija                                                                     | Film                                                          | Osvojil? |
| ---- | ------------------------------------------ | ------------------------------------------------------------------------------ | ------------------------------------------------------------- | -------- |
| 2007 | Nagrada filmskega festivala v Strasbourgu  | Najboljši igralec                                                              | How To Be                                                     | Da       |
| 2008 | Nagrada hollywoodskega filmskeag festivala | Novi Hollywoodčan                                                              |                                                               | Da       |
| 2008 | MTV Movie Award                            | Najboljši preboj moške filmske zvezde                                          | Somrak                                                        | Da       |
| 2008 | MTV Movie Award                            | Najboljši poljub                                                               | Somrak (skupaj s Kristen Stewart)                             | Da       |
| 2008 | MTV Movie Award                            | Najboljši pretep                                                               | Somrak (skupaj s Camom Gigandetom                             | Da       |
| 2008 | Teen Choice Award                          | Najboljši pretep                                                               | Somrak (skupaj s Camom Gigandetom                             | Da       |
| 2008 | Teen Choice Award                          | Najboljša šminka                                                               | Somrak (skupaj s Kristen Stewart)                             | Da       |
| 2008 | Teen Choice Award                          | Najboljši filmski igralec: Drama                                               | Somrak                                                        | Ne       |
| 2008 | Teen Choice Award                          | Najbolj privlačen moški                                                        |                                                               | Da       |
| 2008 | Empire Award                               | Najboljša nova zvezda                                                          |                                                               | Ne       |
| 2008 | People's Choice Award                      | Najljubši filmski igralec                                                      | Somrak                                                        | Ne       |
| 2008 | People's Choice Award                      | Najljubša filmska ekipa                                                        | Somrak                                                        | Da       |
| 2008 | Scream Award                               | Najboljši fantazijski igralec                                                  | Somrak                                                        | Da       |
| 2008 | Scream Award                               | Najboljša igralska zasedba                                                     | Somrak                                                        | Da       |
| 2009 | National Movie Award                       | Najboljši nastop                                                               | Mlada luna                                                    | Da       |
| 2009 | Russia Georges Award                       | Najboljši tuji igralec                                                         | Mlada luna                                                    | Da       |
| 2009 | MTV Movie Award                            | Najboljši moški nastop                                                         | Mlada luna                                                    | Da       |
| 2009 | MTV Movie Award                            | Najboljši poljub                                                               | Mlada luna                                                    | Da       |
| 2009 | MTV Movie Award                            | Globalna superzvezda                                                           | Mlada luna                                                    | Da       |
| 2009 | Nickelodeon Kids' Choice Awards            | Najbolj ljubek par                                                             | Mlada luna                                                    | Ne       |
| 2009 | Empire Award                               | Najboljši igralec                                                              | Mlada luna                                                    | Ne       |
| 2010 | Zlata malina                               | Najslabši stranski igralec                                                     | Mlada luna (skupaj s Kristen Stewart in Taylorjem Lautnerjem) | Ne       |
| 2010 | Zlata malina                               | Najslabša igralska ekipa                                                       | Mlada luna                                                    | Ne       |
| 2010 | Teen Choice Awards                         | Izbira filmskega igralca - Drama                                               | Ne pozabi me                                                  | Da       |
| 2010 | Teen Choice Awards                         | Izbira poletne moške filmske zvezde                                            | Mrk                                                           | Da       |
| 2011 | Brazilian Kids' Choice Award               | Par leta (skupaj s Kristen Stewart)                                            | Mrk                                                           | Da       |
| 2011 | Scream Award                               | Najboljši fantazijski igralec                                                  | Mrk                                                           | Da       |
| 2011 | People's Choice Award                      | Najljubša skupina na ekranu (skupaj s Kristen Stewart in Taylorjem Lautnerjem) | Mrk                                                           | Da       |
| 2011 | People's Choice Award                      | Najljubši filmski zvezdnik pod petindvajsetim letom                            | Mrk                                                           | Ne       |
| 2011 | People's Choice Award                      | Najljubši filmski igralec                                                      | Mrk                                                           | Ne       |
| 2011 | MTV Movie Award                            | Najboljši moški nastop                                                         | Mrk                                                           | Da       |
| 2011 | MTV Movie Award                            | Najboljši poljub (skupaj s Kristen Stewart)                                    | Mrk                                                           | Da       |
| 2011 | MTV Movie Award                            | Najboljši pretep (skupaj z Bryce Dallas Howard in Xavierjem Samuelom)          | Mrk                                                           | Da       |
| 2011 | Teen Choice Award                          | Izbira vampirja                                                                | Mrk                                                           | Da       |
| 2011 | Teen Choice Award                          | Izbira dramskega igralca                                                       | Voda za slone                                                 | Da       |
| 2011 | Nickelodeon Australian Kids' Choice Award  | Najljubši poljub (skupaj s Kristen Stewart)                                    | Mrk                                                           | Ne       |
| 2011 | Zlata malina                               | Najslabši igralec                                                              | Mrk                                                           | Ne       |